# Blanzée
Blanzée ist eine französische Gemeinde mit 13 Einwohnern (Stand: 1. Januar 2022) im Département Meuse in der Region Grand Est (vor 2016: Lothringen). Die Gemeinde gehört zum Arrondissement Verdun und zum Kanton Belleville-sur-Meuse. Die Einwohner werden Blanzéens genannt.

## Geographie
Blanzée liegt etwa 16 Kilometer östlich von Verdun. Umgeben wird Blanzée mit den Nachbargemeinden Moranville im Norden, Grimaucourt-en-Woëvre im Nordosten und Osten, Châtillon-sous-les-Côtes im Süden und Südwesten sowie Moulainville im Westen.

## Bevölkerungsentwicklung
| Jahr                       | 1962 | 1968 | 1975 | 1982 | 1990 | 1999 | 2006 | 2019 |
| Einwohner                  | 20   | 19   | 22   | 19   | 22   | 18   | 18   | 13   |
| Quellen: Cassini und INSEE |      |      |      |      |      |      |      |      |

## Sehenswürdigkeiten
- Kapelle Saint-Vannes